# I Believe in You (Je crois en toi)
"I Believe in You (Je crois en toi)" é um dueto entre Céline Dion e Il Divo, lançado como o terceiro e último single de Dion no álbum On ne change pas, e primeiro e único do Ancora de Il Divo. Primeiramente, em 23 de janeiro de 2006, "I Believe in You" foi lançado como single de rádio nos Estados Unidos. O single comercial foi emitido em 1 de maio de 2006 na França e na Suíça.. Foi também lançado como single de rádio no Canadá, em maio de 2006.
Luc Plamondon, com quem Dion trabalhou em 1991 em seu álbum Dion chante Plamondon, escreveu a letra para a canção francesa.
Não houve videoclipe feito para a música.
Dion e Il Divo promoveram "I Believe in You" em vários programas de televisão franceses, realizando-o no final de 2005.
O single alcançou a posição número 30 na França e número 35 na Suíça. Nos EUA, alcançou o número 31 na Hot Adult Contemporary Tracks. Surpreendentemente, quase três anos depois de seu lançamento a música atingiu o número 8 na parada de singles portugueses de acordo com a revista Billboard.
"I Believe in You" foi destaque no álbum oficial da Copa do Mundo FIFA de 2006, chamado Voices from the FIFA World Cup, que foi lançado em 20 de maio de 2006.

## Paradas
| Parada (2006)                              | Posição de pico |
| ------------------------------------------ | --------------- |
| European Singles Chart                     | 90              |
| French Singles Chart                       | 30              |
| Swiss Singles Chart                        | 35              |
| US Billboard Hot Adult Contemporary Tracks | 31              |
| Parada (2008)                              | Posição de pico |
| Portuguese Singles Chart                   | 8               |